# Hanne Mailand
Hanne Mailand (født  13. april 1940 i Kolding) er en dansk kunstmaler.
Hun er uddannet på Det Kongelige Danske Kunstakademi i København 1964 – 1971 hos professor Søren Hjorth Nielsen, professor Dan Sterup-Hansen og professor Helge Bertram. Hanne Mailand er bosiddende på Bornholm.
Hendes værker er solgt til bl.a.: 
- Statens Kunstfond,
- Ny Carlsbergfondet ,
- Århus Kunstforening af 1847,
- Kunstmuseet Trapholt, Kolding .
- Udenrigsministeriet,
- Socialministeriet ,
- Roskilde Kommunes Kulturfond,
- Gotlands Kulturnævn,
- Ystad Kunstmuseum,
- Bornholms Kunstmuseum

Faste udsmykninger, blandt andet: 
- Dansk Sygeplejeråds Hus, København.
- Dansk Sygeplejeråds Højskole, Århus
- Bornholms Centralsygehus
- Bornholms Folkehøjskole
- Danmarks Radio
- Amtssygehuset i Kolding
- Amtssygehuset i Sønderborg.